# 鵲尾形柄香炉

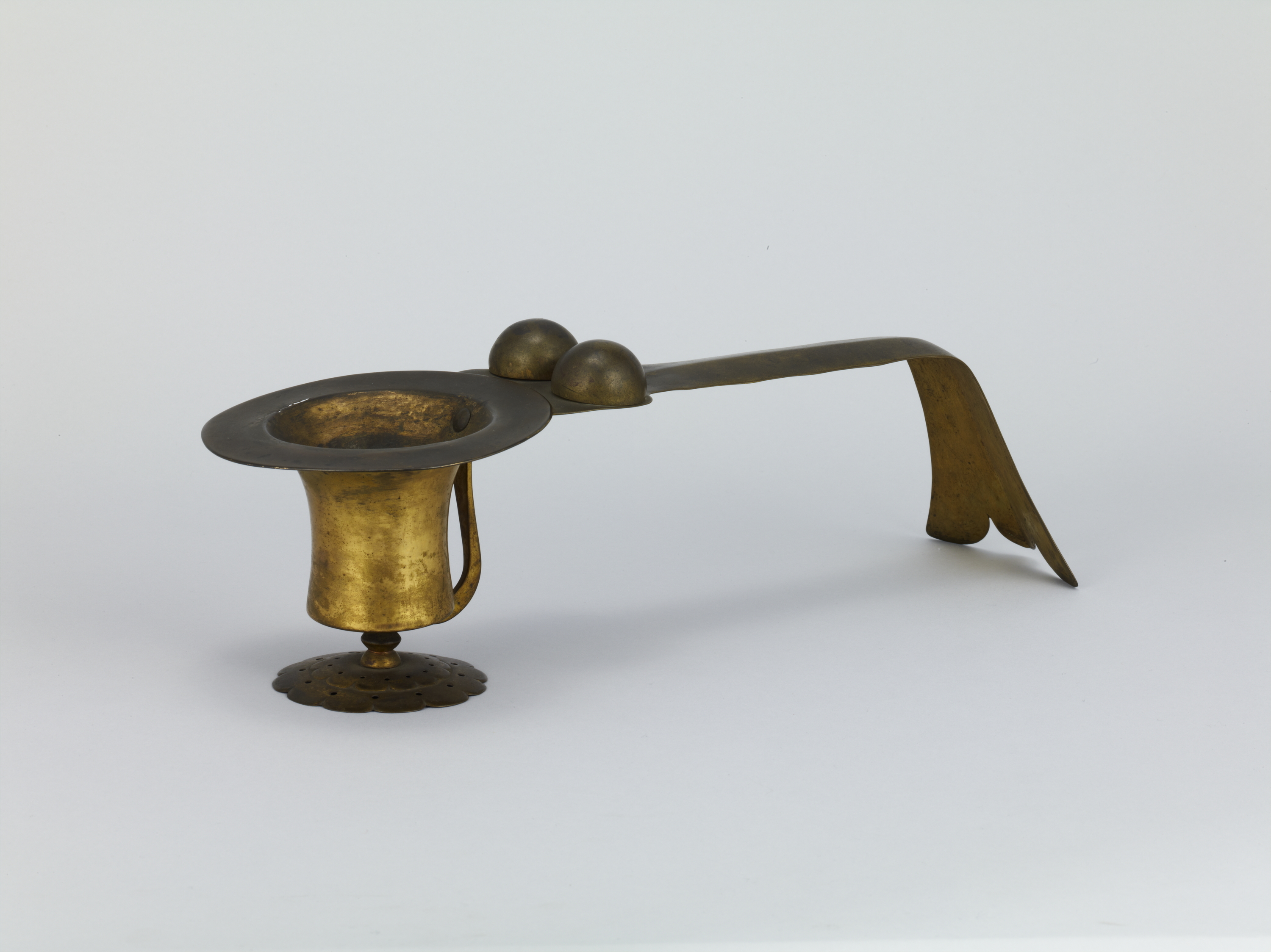
鵲尾形柄香炉の一例。鵲尾形柄香炉（N-280）

鵲尾形柄香炉（じゃくびがたえごうろ、英語: Incense Burner with Magpie's Tail-shaped Handle）とは、柄の先端がカササギ（鵲）の尾を模した三叉の形状になっている柄香炉である。

## 概要
| カササギの尾。 |  | 柄の部分。 |
| カササギの尾。 |  | 柄の部分。 |

そもそも柄香炉とは、法会の際に仏前で献香するための仏具であり、置香炉に20 – 30センチメートルの取っ手を取り付けることで持ち運びを容易にしたものである。柄香炉は柄の先端および鎮子の形状によって4種に分類され、そのうちの1種類が鵲尾形柄香炉である。その名の通り柄の先端部分の形状がカササギ（鵲）の尾を模しており、先端部は三叉に分かれている。
鵲尾形柄香炉は柄香炉の中でも最古の種類だとされており、中国においては唐代の『法苑珠林』で「鵲尾炉」との記述が存在する。日本においても、そもそも柄香炉自体が仏教伝来とともにもたらされた最古の仏具であるが、その中でも特に国宝に指定された鵲尾形柄香炉（N-280）は恵慈に共に来日したものとされており、その通りであれば日本に存在する柄香炉の中で最古のものである。